# Сосновка (Аургазинский район)
Сосновка (баш. Сосновка) — деревня в Меселинском сельсовете  Аургазинского района  Республики Башкортостан.
С 2005 современный статус.

## История
Название происходит от  названия местности.
Статус деревня, сельского населённого пункта, посёлок получил согласно Закону Республики Башкортостан от 20 июля 2005 года N 211-з «О внесении изменений в административно-территориальное устройство Республики Башкортостан в связи с образованием, объединением, упразднением и изменением статуса населенных пунктов, переносом административных центров», ст.1:

6. Изменить статус следующих населенных пунктов, установив тип поселения — деревня:
 
5)  в Аургазинском районе:…

я7) поселка Сосновка Меселинского сельсовета

## Население
| 2002 | 2009 | 2010 |
| ---- | ---- | ---- |
| 72   | ↘61  | ↘58  |

Национальный состав
Согласно переписи 2002 года, преобладающая национальность — чуваши (97 %).

## Географическое положение
Расстояние до:
- районного центра (Толбазы): 26 км,
- центра сельсовета (Месели): 3 км,
- ближайшей железнодорожной станции (Стерлитамак): 28 км.